# 循例學習
循例學習（英語：instance-based learning)，有時也稱為記憶式學習(英語：memory-based learning)，是一系列學習演算法，它不執行明確一般化，而是將新實例與訓練過程中已儲存在記憶體中的實例進行比較。由於計算被推遲到觀察到新實例為止，因此這些演算法有時被稱為“遲緩”（英語：lazy，或依原文翻為“惰性”)。
它被稱為循例，因為它直接從訓練實例本身建立假設。這意味著假設複雜度會隨著資料的增長而增長：[3] 在最壞的情況下，假設是n 個訓練項目的列表，並且對單一新實例進行分類的計算複雜度為O(n)。與其他機器學習方法相比，循例學習的優勢之一是能夠使其模型適應以前未見過的資料。循例學習可以簡單地儲存新實例或丟棄舊實例。
基於實例的學習演算法的範例有k-近鄰演算法、核方法和放射狀基底函數網路。:ch. 8這些儲存其訓練集（的子集）,當預測新實例的值/類別時，他們會計算該實例與訓練實例之間的距離或相似性以做出決定。
實例縮減演算法即是被建議用來解決儲存所有訓練實例的記憶體複雜性以及對訓練集的雜訊過度擬合的風險。

## 参閲
- 類比建模（英语：Analogical modeling）